# دانا غيلبرت
دانا غيلبرت (بالإنجليزية: Dana Gilbert)‏ هي لاعب كرة مضرب أمريكية، ولدت في 26 نوفمبر 1959.

## وصلات خارجية
- دانا غيلبرت على موقع رابطة محترفات التنس (الإنجليزية)
- دانا غيلبرت على موقع الاتحاد الدولي لكرة المضرب (الإنجليزية)
- دانا غيلبرت على موقع خلاصة التنس.كوم (الإنجليزية)